# Euamblypygi
Euamblypygi is een onderorde van de zweepspinnen (Amblypygi). De onderorde bestaat uit 158 nog levende en 3 uitgestorven soorten.

## Taxonomie
- Infraorde Charinina
  - Superfamilie Charinoidea
    - Familie Charinidae - Quintero, 1986
      - Geslacht Catageus - Thorell, 1889
        - Catageus pusillus - Thorell, 1889

      - Geslacht Charinus - Simon, 1892
        - Charinus abbatei - Delle Cave, 1986
        - Charinus acaraje - Pinto-da-Rocha, Machado & Weygoldt, 2002
        - Charinus asturius - Pinto-da-Rocha, Machado & Weygoldt, 2002
        - Charinus acosta - (Quintero, 1983)
        - Charinus africanus - Hansen, 1921
        - Charinus australianus - (L. Koch, 1867)
        - Charinus bengalensis - (Gravely, 1911)
        - Charinus bordoni - (Ravelo, 1975)
        - Charinus brazilianus - Weygoldt, 1972
        - Charinus camachoi - (Gonzalez-Sponga, 1998)
        - Charinus caribensis - (Quintero, 1986)
        - Charinus centralis - Armas & Avila Calvo, 2000
        - Charinus cubensis - (Quintero, 1983)
        - Charinus decu - (Quintero, 1983)
        - Charinus dhofarensis - Weygoldt, Pohl & Polak, 2002
        - Charinus diblemma - Simon, in Fage & Simon 1936
        - Charinus dominicanus - Armas & Gonzalez, 2001
        - Charinus fagei - Weygoldt, 1972
        - Charinus gertschi - Goodnight & Goodnight, 1946
        - Charinus guianensis - (Caporiacco, 1947)
        - Charinus guianensis - (Quintero, 1986)
        - Charinus insularis - Banks, 1902
        - Charinus ioanniticus - (Kritscher, 1959)
        - Charinus jeanneli - Simon, in Fage & Simon 1936
        - Charinus koepeckei - Weygoldt, 1972
        - Charinus madagascariensis - Fage, 1946
        - Charinus milloti - Fage, 1939
        - Charinus montanus - Weygoldt, 1972
        - Charinus muchmorei - Armas & Teruel, 1997
        - Charinus mysticus - Giupponi & Kury, 2002
        - Charinus neocaledonicus - Simon, in Kraepelin 1895
        - Charinus pardillalensis - (Gonzalez-Sponga, 1998)
        - Charinus pescotti - Dunn, 1949
        - Charinus platnicki - (Quintero, 1986)
        - Charinus schirchii - (Mello-Leitao, 1931)
        - Charinus socotranus - Weygoldt, Pohl & Polak, 2002
        - Charinus seychellarum - Kraepelin, 1898
        - Charinus troglobius - Baptista & Giupponi, 2002
        - Charinus tronchonii - (Ravelo, 1975)
        - Charinus wanlessi - (Quintero, 1983)

      - Geslacht Sarax - Simon, 1892
        - Sarax brachydactylus - Simon, 1892
        - Sarax buxtoni - (Gravely, 1915a)
        - Sarax cochinensis - (Gravely, 1915)
        - Sarax davidovi - Fage, 1946
        - Sarax javensis - (Gravely, 1915)
        - Sarax mediterraneus - Delle Cave, 1986
        - Sarax rimosus - (Simon, 1901)
        - Sarax sarawakensis - (Thorell, 1888)
        - Sarax singaporae - Gravely, 1911
        - Sarax willeyi - Gravely, 1915
- Infraorde Neoamblypygi
  - Superfamilie Charontoidea
    - Familie Charontidae - Simon, 1892
      - Geslacht Charon - Karsch, 1879
        - Charon annulipes - Lauterer, 1895
        - Charon gervaisi - Harvey & West, 1998
        - Charon grayi - (Gervais, 1842)
        - Charon oenpelli - Harvey & West, 1998
        - Charon trebax - Harvey & West, 1998

      - Geslacht Stygophrynus - Kraepelin, 1895
        - Stygophrynus forsteri - Dunn, 1949
        - Stygophrynus moultoni - Gravely, 1915a
        - Stygophrynus brevispina - Weygoldt, 2002
        - Stygophrynus cavernicola - (Thorell, 1889)
        - Stygophrynus cerberus - Simon, 1901
        - Stygophrynus dammermani - Roewer, 1928
        - Stygophrynus longispina - Gravely, 1915

  - Superfamilie Phrynoidea
    - Familie Phrynichidae
      - Geslacht Damon - C.L. Koch, 1850
        - Damon annulatipes - (Wood, 1869)
        - Damon brachialis - Weygoldt, 1999
        - Damon diadema - (Simon, 1876)
        - Damon gracilis - Weygoldt, 1998
        - Damon johnsonii - (Pocock, 1894)
        - Damon longispinatus - Weygoldt, 1998
        - Damon medius - (Herbst, in Lichtenstein & Herbst 1797)
        - Damon tibialis - (Simon, 1876)
        - Damon uncinatus - Weygoldt, 1999
        - Damon variegatus - (Perty, 1834)

      - Geslacht Euphrynichus - Weygoldt, 1995
        - Euphrynichus amanica - (Werner, 1916)
        - Euphrynichus bacillifer - (Gerstaecker, 1873)

      - Geslacht Musicodamon - Fage, 1939
        - Musicodamon atlanticus - Fage, 1939

      - Geslacht Phrynichodamon - Weygoldt, 1996
        - Phrynichodamon scullyi - (Purcell, 1902)

      - Geslacht Phrynichus - Karsch, 1879
        - Phrynichus brevispinatus - Weygoldt, 1998
        - Phrynichus ceylonicus - (C.L.Koch, 1843)
        - Phrynichus deflersi - Simon, 1887
        - Phrynichus dhofarensis - Weygoldt, Pohl & Polak, 2002
        - Phrynichus exophthalmus - Whittick, 1940
        - Phrynichus gaucheri - Weygoldt, 1998
        - Phrynichus heurtaultae - Weygoldt, Pohl & Polak, 2002
        - Phrynichus jayakari - Pocock, 1894
        - Phrynichus longespina - (Simon, 1936)
        - Phrynichus lunatus - (Pallas, 1772)
        - Phrynichus madagascariensis - Weygoldt, 1998
        - Phrynichus nigrimanus - (C.L.Koch, 1847)
        - Phrynichus orientalis - Weygoldt, 1998
        - Phrynichus phipsoni - Pocock, 1894
        - Phrynichus pusillus - Pocock, 1894
        - Phrynichus reniformis - (Linnaeus, 1758)
        - Phrynichus scaber - (Gervais, 1844)
        - Phrynichus spinitarsus - Weygoldt, 1998

      - Geslacht Trichodamon - Mello-Leitão, 1935
        - Trichodamon froesi - Mello-Leitao, 1940a
        - Trichodamon princeps - Mello-Leitao, 1935
        - Trichodamon pusillus - Mello-Leitao, 1936

      - Geslacht Xerophrynus - Weygoldt, 1996
        - Xerophrynus machadoi - (Fage, 1951)

    - Familie Phrynidae
      - Geslacht Acanthophrynus - Kraepelin, 1899
        - Acanthophrynus coronatus - (Butler, 1873)
        - Geslacht Electrophrynus  † - Petrunkevitch, 1971
        - Electrophrynus mirus  † - Petrunkevitch, 1971

      - Geslacht Heterophrynus - Pocock, 1894
        - Heterophrynus alces - Pocock, 1902
        - Heterophrynus armiger - Pocock, 1902
        - Heterophrynus batesii - (Butler, 1873)
        - Heterophrynus brevimanus - Mello-Leitao, 1931
        - Heterophrynus cervinus - Pocock, 1894
        - Heterophrynus cheiracanthus - (Gervais, 1842)
        - Heterophrynus elaphus - Pocock, 1903
        - Heterophrynus gorgo - (Wood, 1869)
        - Heterophrynus pumilio - (C.L.Koch, 1840)
        - Heterophrynus seriatus - Mello-Leitao, 1940
        - Heterophrynus vesanicus - Mello-Leitao, 1941

      - Geslacht Paraphrynus - Moreno, 1940
        - Paraphrynus azteca - (Pocock, 1894)
        - Paraphrynus baeops - Mullinex, 1975
        - Paraphrynus chacmool - (Rowland, 1973)
        - Paraphrynus chiztun - (Rowland, 1973)
        - Paraphrynus cubensis - Quintero, 1983
        - Paraphrynus emaciatus - Mullinex, 1975
        - Paraphrynus grubbsi - Cokendolpher & Sissom, 2001
        - Paraphrynus intermedius - (Franganillo, 1926)
        - Paraphrynus laevifrons - (Pocock, 1894)
        - Paraphrynus macrops - (Pocock, 1894)
        - Paraphrynus mexicanus - (Bilimek, 1867)
        - Paraphrynus pococki - Mullinex, 1975
        - Paraphrynus raptator - (Pocock, 1902)
        - Paraphrynus reddelli - Mullinex, 1979
        - Paraphrynus robustus - (Franganillo, 1931)
        - Paraphrynus subspinosus - Franganillo, 1936
        - Paraphrynus velmae - Mullinex, 1975
        - Paraphrynus viridiceps - (Pcocok, 1894)
        - Paraphrynus williamsi - Mullinex, 1975

      - Geslacht Phrynus - Lamarck, 1801
        - Phrynus asperatipes - Wood, 1863
        - Phrynus barbadensis - (Pocock, 1894)
        - Phrynus cozumel - Armas, 1995
        - Phrynus damonidaensis - Quintero, 1981
        - Phrynus eucharis - Armas & Gonzalez, 2001
        - Phrynus fossilis  † - Keferstein, 1828
        - Phrynus fuscimanus - C.L.Koch, 1847
        - Phrynus garridoi - Armas, 1994
        - Phrynus gervaisii - (Pocock, 1894)
        - Phrynus goesii - Thorell, 1889
        - Phrynus hispaniolae - Armas & Gonzalez, 2001
        - Phrynus kennidae - Armas & Gonzalez, 2001
        - Phrynus levii - Quintero, 1981
        - Phrynus longipes - (Pocock, 1894)
        - Phrynus maesi - Armas, 1995
        - Phrynus marginemaculatus - C.L.Koch, 1840
        - Phrynus noeli - Armas & Perez, 1994
        - Phrynus operculatus - Pocock, 1902
        - Phrynus palenque - Armas, 1995
        - Phrynus parvulus - Pocock, 1902
        - Phrynus pavesii - Fenizia, 1897
        - Phrynus pinarensis - Franganillo, 1940
        - Phrynus pinero - Armas & Avila Calvo, 2000
        - Phrynus pseudoparvulus - Armas & Viquez, 2001
        - Phrynus pulchripes - (Pocock, 1894)
        - Phrynus resinae  † - (Schawaller, 1979)
        - Phrynus santarensis - (Pocock, 1894)
        - Phrynus tessellatus - (Pocock, 1894)
        - Phrynus viridescens - Franganillo, 1931
        - Phrynus whitei - Gervais, 1842
        - Tarantula cordata - Lichtenstein, 1796